# آناستازیا: روزی روزگاری
آناستازیا: روزی روزگاری (انگلیسی: Anastasia: Once Upon a Time) یک فیلم ماجراجویی-فانتزی آمریکایی محصول ۲۰۲۰ است که بر اساس افسانه دوشس بزرگ آناستازیا نیکولاونا از روسیه ساخته شده است. در این فیلم آرماندو گوتیرز در نقش گریگوری راسپوتین، جو کوی در نقش ولادیمیر لنین، براندون روث در نقش نیکلاس دوم و امیلی کری در نقش آناستازیا بازی می‌کنند. این فیلم در ۷ آوریل ۲۰۲۰ از طریق پلتفرم‌های دیجیتال منتشر شد.

## داستان
آناستازیا رومانووا از طریق پورتالی که توسط دوست قدیمی خانواده‌اش راسپوتین ایجاد شده بود، هنگامی که خانواده‌اش توسط ولادیمیر لنین تهدید می‌شوند، فرار می‌کند و در سال ۱۹۸۸ خود را می‌بیند. با این حال، او نمی‌داند که یارا، افسونگری که با لنین کار می‌کند، راسپوتین را هیپنوتیزم کرده و او را به دنبال آناستازیا فرستاده است. آناستازیا با مگان، دختر جوان آمریکایی که به تازگی به شهر نقل مکان کرده است، دوست می‌شود و چون دوستی ندارد احساس تنهایی می‌کند. علیرغم درک اولیه آناستازیا از زبان انگلیسی، او خود را به عنوان آنی به مگان معرفی می‌کند، با کمک گردنبندی که راسپوتین در حضور شخصی که می‌تواند به او اعتماد کند نسبت به او می‌درخشد. همان‌طور که درک آناستازیا از زبان انگلیسی بیشتر می‌شود، مگان برای او جایی برای اقامت در خانه‌ای در حال حاضر خالی در نزدیکی خانه خودش پیدا می‌کند و این دو حتی موفق می‌شوند با یک ستاره پاپ که در یک مرکز خرید در نزدیکی کنسرت برگزار می‌کند دوست شوند و به خرید لباس‌های معاصر آناستازیا کمک کند. در نهایت، آناستازیا وقتی کتابی در مورد سرنوشت رومانوف‌ها پیدا می‌کند، می‌تواند حقیقت را در مورد خودش به مگان بگوید، اما از اطلاع مرگ ظاهری خانواده‌اش آشفته می‌شود. مگان در تلاش برای تشویق آناستازیا، یکی از جفت دستبندهای بهترین دوست را به او پیشنهاد می‌کند که در گذشته خودش خریده بود و هرگز کسی را نداشت که به او دهد. هنگامی که دو دختر در جشن هالووین به یک مهمانی خانه جن‌زده می‌روند، زمانی‌که او و مگان از هم جدا می‌شوند، آناستازیا توسط راسپوتین اسیر می‌شود. قلدرهای مدرسه در ابتدا مگان را متقاعد می‌کنند که آناستازیا خود به خود رفته است، اما وقتی مگان یک گزارش خبری محلی زنده از یک حادثه رانندگی را می‌بیند، آناستازیا و راسپوتین را در پس‌زمینه می‌بیند و متوجه می‌شود که واقعا چه اتفاقی افتاده است. مگان با ردیابی آن‌ها به پارکی که برای اولین بار با آناستازیا ملاقات کرد، می‌تواند به انحراف حواس راسپوتین برای آناستازیا کمک کند تا آناستازیا یک پورتال جدید باز کند و به او اجازه دهد به چند لحظه قبل از سفر اصلی خود به آینده برگردد و به خانواده‌اش کمک کند تا از دست لنین فرار کنند. نیروها، با راسپوتین که پشت سر می‌ماند تا برای آن‌ها زمان بخرد. در سال ۱۹۸۸، مگان بار دیگر به خاطر از دست دادن دوستش افسرده می‌شود، اما وقتی مادرش به او پیشنهاد می‌کند خود را به همسایگان جدید معرفی کند، از اینکه متوجه می‌شود مادربزرگ خانواده جدید همسایه خود آناستازیا است، بسیار خوشحال می‌شود. آناستازیا به مگان پیشنهاد می‌کند که تمام اتفاقاتی که از آخرین ملاقات آن‌ها برای او افتاده است را تعریف کند.

## بازیگران
- امیلی کری در نقش دوشس بزرگ آناستازیا نیکولاونا[۵][۶]
- آمیا میلر در نقش مگان[۷]
- براندون روث در نقش تزار نیکلاس دوم تمام روسیه[۸]
- آلیا مولدن در نقش بلیس[۹]
- آرماندو گوتیرز در نقش گریگوری راسپوتین[۱۰]
- کندال ورتس در نقش بیاتریس[۱۱]
- دونا مورفی در نقش یارا افسونگر[۱۲]
- جو کوی در نقش ولادیمیر لنین[۱۳]
- لی ته ری در نقش شاهزاده لی[۱۴]
- هیلی سویندال در نقش تزارینا الکساندرا فئودورونا، ملکه تمام روسیه

## تولید
تولید اصلی در تابستان ۲۰۱۷ در لوئیزویل، KY با ستاره‌های جوان فیلمبرداری بخش ۱۹۸۸ فیلم آغاز شد. فیلمبرداری قسمت ۱۹۱۷ فیلم در آگوست ۲۰۱۷ آغاز شد و در آوریل ۲۰۱۸ پس از حدود ۶ ماه وقفه بین مکان‌های فیلمبرداری به دلیل زمان بندی لوکیشن Rosecliff که همان لوکیشن مورد استفاده برای گتسبی بزرگ و بازیگرانش بود، به پایان رسید.

## بازخوردها
بنیاد Dove گفت که «فیلم حاوی پیامی قوی از دوستی و عشق فداکارانه است.» روسیه فراتر از فیلم با برجسته کردن تصویر منفی روس‌ها و مدیریت آن از داستان واقعی غم‌انگیز انتقاد کرد. با توجه به محاسن خود فیلم، تام ویتکامب در The Bozho فیلم را نقد منفی کرد و نوشت: "بازیگری چوبی و بدون الهام است؛ لهجه‌های نامناسب باعث می‌شود بفهمم چرا همه در چرنوبیل (مینی‌سریال) بریتانیایی ماندند. طراحی تولید با تلفن تماس گرفته شده است. فیلمنامه نیاز جدی به چندین بازنویسی داشت.»